# Sauvez mon oie !

Sauvez mon oie ! (Rettet die Weihnachtsgans) est un téléfilm allemand, réalisé par Jörg Grünler, et diffusé en 2006.

## Fiche technique
- Titre allemand : Rettet die Weihnachtsgans
- Réalisation : Jörg Grünler
- Scénario : Tobias Stille
- Photographie : Hans Grimmelmann
- Musique : Stephan Massimo
- Durée : 92 min

## Distribution
- Markus Krojer : Rudi Wasmeier
- Leslie-Vanessa Lill : Sophia Helfer
- Christian Tramitz : le ministre Heirich Helfer
- Katharina Müller-Elmau : Monika Helfer
- Gesine Cukrowski : Nina
- Götz Otto : Alfred
- Franziska Schlattner : Hanna Wasmeier
- August Schmolzer : Xaver Wasmeler
- Monika Baumgartner : Kathe
- Kevin Iannotta : Peter

## Sources
- (de) « Fernsehfilm „Rettet die Weihnachtsgans“ », tittelbach.tv,‎ 19 décembre 2011 (lire en ligne).
- (de) « Rettet die Weihnachtsgans », sur tvspielfilm.de.